# گرگان‌رود

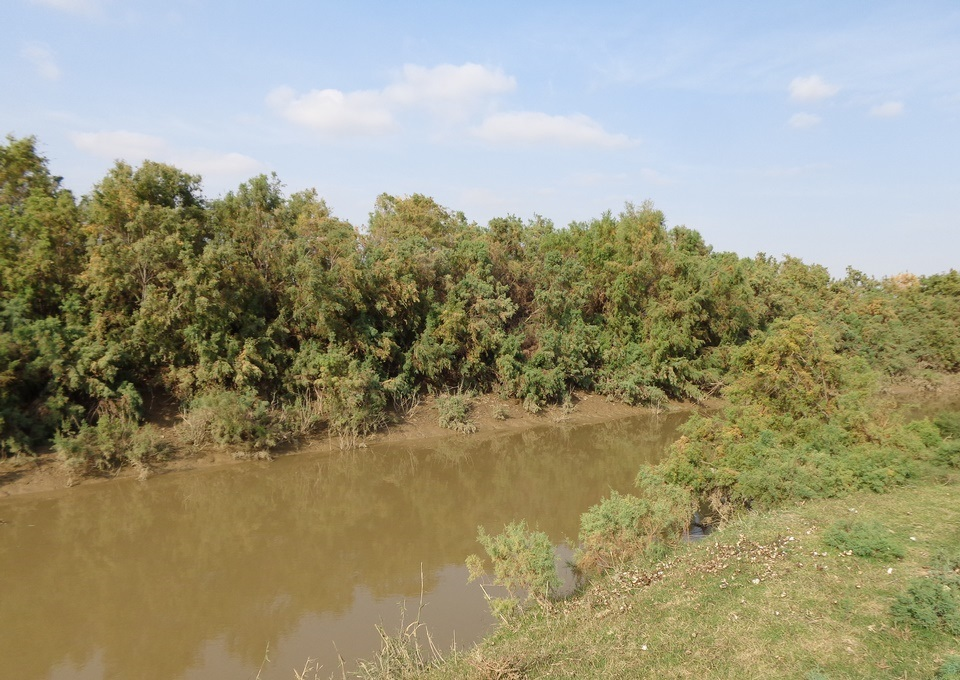
گرگان رود در ترکمن صحرا

رود گرگان یا گرگان‌رود یکی از مهم‌ترین رودخانه‌های شمال‌شرق ایران است. این رود از رشته‌کوه آلاداغ در بجنورد سرچشمه گرفته و پس از طی ۲۰۰ کیلومتر و گذشتن از نواحی گوکلاننشین ترکمن صحرا به طرف شرق جاری شده و از ناحیهٔ خواجه نفس در نزدیکی بندر ترکمن به دریای مازندران می‌ریزد.

## تغییر مسیر
مسیر قدیمی این رود به گونه‌ای بود که از گمیش تپه به دریا می‌ریخت، اما در حدود ۱۱۰ سال پیش شخصی به نام حضرتقلی از خان‌های ناحیهٔ سلاخ آب رود را تغییر داده، آن را به سمت سلاخ آورده و به این ترتیب مسیر رود به سمت خواجه‌نفس تغییر کرد.
در سفرنامهٔ کلنل ییت انگلیسی در این مورد آمده‌است: «در حدود ۸ سال پیش مسیر رود را تغییر داده، از کمش‌تپه به سمت خواجه نفس آوردند.»

## شعبات رود
شاخه‌های رود گرگان:
- ساری سو: از کوههای گلیداغ سرچشمه گرفته، در نزدیکی چای قوشن به رود گرگان می‌ریزد.
- رود حاجی قره
- یلی چشمه
- رود خورخور
- رود اوغان
- نرمه آب: در نزدیکی مینودشت
- رود نوده و چقالی
- جاجرم و پشت بسطام
- رود نردین
- رود کارلی
- آبگرم
- وال قوش کپری: در ناحیه قره‌سو

## پوشش گیاهی
در حاشیه رود گرگان، گیاهان خودرویی چون کنگر، یونجه، گل نرگس، گل لاله، زنبق و اقسام گوناگون علف‌های مناسب برای خوراک دام می‌رویند. گیاهان کنار این رود بیشتر از انواع سالوسه هستند.